# Mangrulpir
Mangrulpir (o Mangrul Pir) è una città dell'India di 27.686 abitanti, situata nel distretto di Washim, nello stato federato del Maharashtra. In base al numero di abitanti la città rientra nella classe III (da 20.000 a 49.999 persone).

## Geografia fisica
La città è situata a 20° 19' 0 N e 77° 20' 60 E e ha un'altitudine di 429 m s.l.m..

## Società

### Evoluzione demografica
Al censimento del 2001 la popolazione di Mangrulpir assommava a 27.686 persone, delle quali 14.333 maschi e 13.353 femmine. I bambini di età inferiore o uguale ai sei anni assommavano a 4.093, dei quali 2.082 maschi e 2.011 femmine. Infine, coloro che erano in grado di saper almeno leggere e scrivere erano 20.010, dei quali 11.149 maschi e 8.861 femmine.